# Fidelity Bank Nigeria
Fidelity Bank Nigeria est l'une des principales banques du Nigeria, dont le siège se trouve à Lagos. Elle est cotée sur le Nigerian Stock Exchange depuis mai 2005.

## Histoire
Elle est créée en 1988. Elle a progressivement étendu ses activités au Nigeria, notamment via l'acquisition des banques Manny, en 2005, et FSB International, la même année et Manny Bank Plc. .  
Elle a obtenu sa licence bancaire universelle en février 2001 et sa licence bancaire internationale en 2011. Lors de la consolidation du secteur bancaire nigérian en 2005, Fidelity Bank est présente dans tous les États et grandes villes du Nigéria, avec des fonds propres de premier rang de près d'un milliard de dollars américains. 
En 2022, elle est la 8e banque du Nigéria par capitalisation, avec 637 millions de dollars américains, et la 41e en Afrique. Ses actifs sont estimés à 7,99 milliards de dollars américains. Elle compte environ 250 agences au Nigéria. En 2022, elle acquiert la branche britannique de Union Bank of Nigeria. 
Depuis août 2020, son président est Mustafa Chike-Obi ; sa directrice exécutive est Pamela Shodipo, précédemment directrice de la branche béninoise de United Bank for Africa, depuis février 2023.